# San Roque (Badalona)
San Roque es un barrio de Badalona (Barcelona, España), perteneciente al Distrito VI junto a Artigas y El Remedio. Está situado al oeste del municipio, limitando con San Adrián de Besós. La población es de 13 167 habitantes (2014).

## Historia
Los terrenos sobre los que está edificado el barrio fueron históricamente los humedales del río Besós, que en el siglo XIX se convirtieron en tierras de cultivo. El barrio fue edificado por la Obra Sindical del Hogar durante la dictadura franquista, para acoger a los barraquistas de Montjuic y del Somorrostro y a los afectados por las riadas del Vallés de 1962. Este origen barraquista de sus habitantes llevó a que hubiera una mayoría de etnia gitana, con signos de exclusión social como tráfico de drogas, alto desempleo, poco nivel económico y tasas elevadas de analfabetismo. La mayor parte de los edificios fueron construidos con cemento aluminoso, lo cual provocó el surgimiento de aluminosis y se están reconstruyendo las viviendas desde 1998. Además, estas viviendas son modestas, con menos de 50 metros cuadrados en la mayoría de los casos.

## Transporte

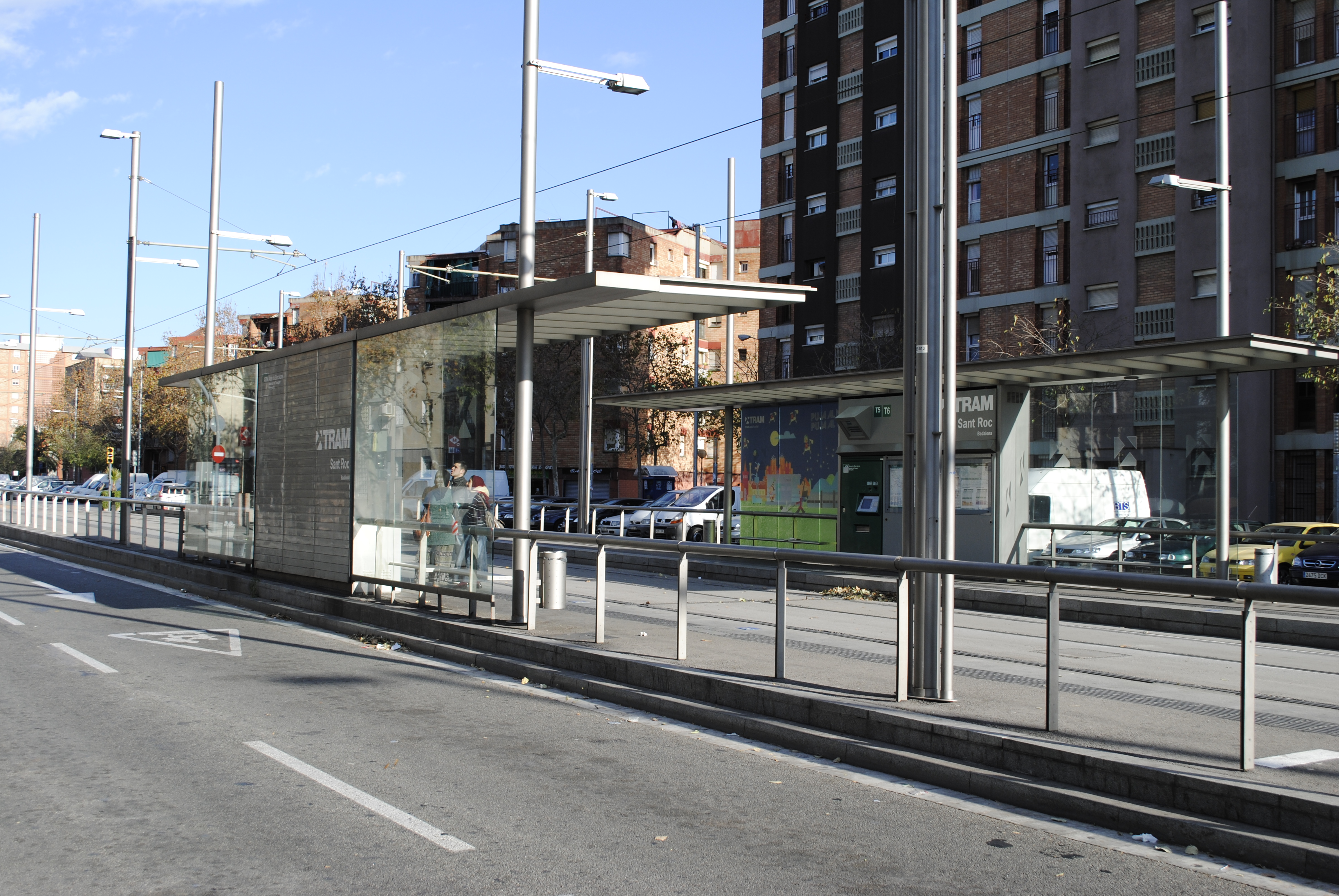
Estación de tranvía situada en San Roque

El barrio cuenta con la estación homónima, que pertenece a la línea 2 del metro de Barcelona. Además, tiene correspondencia con la línea T5 del Trambesòs.